# Gurab Javar
Gurab Javar (em persa: گوراب جوار, também romanizada como Gūrāb Javār) é uma aldeia do distrito rural de Kurka, situada no distrito central de Astaneh-ye Ashrafiyeh, na província de Gilan, no Irã. No censo de 2006, sua população era de 373, em 114 famílias.